# 霍恩杜布劳
霍恩杜布劳（德語：Hohendubrau），是德国萨克森州的市镇，隶属于格尔利茨县。总面积为45.54平方千米，截至2023年12月31日总人口为1,840人。